# مک آرتور (کالیفرنیا)
مک آرتور (به انگلیسی: McArthur) یک منطقهٔ مسکونی در ایالات متحده آمریکا است که در شهرستان شاستا، کالیفرنیا واقع شده‌است. مک آرتور ۲٫۶۳۱ کیلومتر مربع مساحت و ۳۳۸ نفر جمعیت دارد و ۱٬۰۰۹ متر بالاتر از سطح دریا واقع شده‌است.